# Adrian Carton de Wiart
Adrian Paul Ghislain Carton de Wiart (Bruselas, 5 de mayo de 1880 – 5 de junio de 1963) fue un oficial del Ejército Británico, descendiente de belgas e irlandeses. Sirvió en las guerras de los Bóeres, la Primera y la Segunda Guerra Mundial.
Recibió heridas en la cara, cabeza, estómago, tobillo, pierna, cadera y oreja, sobrevivió a dos accidentes aéreos, cavó un túnel para escapar de un campo de prisioneros, se arrancó a bocados sus propios dedos cuando el médico se negó a amputárselos y se cayó de unas escaleras lo que le ocasiono múltiples fracturas al finalizar la guerra. Posteriormente declaró, «francamente, he disfrutado de la guerra».

## Primeros años
Carton de Wiart nació en una familia aristocrática en Bruselas, el 5 de mayo de 1880, hijo mayor de Leon Constant Ghislain Carton de Wiart (1854-1915). Para muchos de sus contemporáneos, era hijo ilegítimo del rey de los belgas, Leopoldo II. Pasó sus primeros días en Bélgica y en Inglaterra.
La muerte de su madre, irlandesa, cuando tenía seis años llevó a su padre a trasladar a la familia a El Cairo donde ejerció el derecho internacional. Su padre era un magistrado de los tribunales, muy bien comunicado en los círculos gubernamentales de Egipto y fue director de los Tranvías de El Cairo. Carton de Wiart era católico, y debido a su estancia en Egipto, aprendió el árabe.
En 1891 su madrastra inglesa lo envió a un internado en Inglaterra, la escuela católica The Oratory School, fundada por el cardenal John Henry Newman. De allí pasó al Balliol College, uno de los colegios de la universidad de Oxford, pero abandonó los estudios para unirse al ejército británico durante la Segunda Guerra Anglo-Bóer, hacia 1899. Se alistó bajo el nombre falso de «Trooper Carton», y dijo tener 25 años de edad, pese a no haber cumplido los 20 aún.

### Segunda Guerra Anglo-Bóer
Fue herido en el estómago y la ingle en Sudáfrica a principios de la guerra, llegando inválido a casa. Cuando su padre descubrió que abandonó la universidad, se enfadó, pero le permitió quedarse en el ejército. Tras un periodo en Oxford, donde se hizo amigo de Aubrey Herbert, le dieron una comisión en el Second Imperial Light Horse. Entró de nuevo en acción en Sudáfrica y el 14 de septiembre de 1901 fue ascendido a segundo teniente en el 4.º de «Dragoon Guards». Al año siguiente, en 1902, fue trasladado a la India. Allí, disfrutaba del deporte, especialmente el tiro y la caza de jabalíes.

## Primera Guerra Mundial

### Campaña somalí
Cuando la Primera Guerra Mundial estalló, Carton de Wiart se dirigía a Somalia británica, donde estaba en curso una guerra de bajo nivel contra los seguidores de Mohammed bin Abdullah, apodado «Mad Mullah» por los británicos. Carton de Wiart había sido adscrito al Somaliland Camel Corps, donde se encontraba como oficial de Plana Mayor Hastings Ismay, quien sería más tarde Lord Ismay, asesor militar de Churchill. En un ataque a una fortaleza enemiga en Shimber Berris, Carton de Wiart recibió dos disparos en la cara, sufriendo la pérdida de un ojo y también de una parte de la oreja. Fue galardonado con la Orden del Servicio Distinguido en 1915.

### Frente occidental
En febrero de 1915, se embarcó en un vapor para Francia. Carton de Wiart participó en combates en el frente occidental, al mando sucesivamente de  tres batallones de infantería y una brigada. Durante la guerra, lo hirieron siete veces más, perdió su mano izquierda y se arrancó los dedos cuando el médico se negó a amputárselos. Recibió un disparo en el cráneo y en el tobillo en la batalla del Somme, otro en la cadera en la batalla de Passchendaele, en la pierna en Cambrai, y en la oreja en Arras. Se le evacuó al sanatorio de Sir Douglas Shield para recuperarse de sus lesiones.

### 1916-1918
Fue ascendido a comandante temporal en marzo de 1916, a partir del 15 de febrero. Posteriormente, alcanzó el grado de teniente coronel temporal, y fue ascendido a comandante efectivo en enero de 1917. Fue nombrado Oficial de la Orden de la Corona de Bélgica a principios de ese mismo año. En junio, por aquel entonces general de brigada provisional, Carton de Wiart fue ascendido a teniente coronel efectivo. En julio, fue ascendido al importante rango de mayor de los Dragoon Guards.
Fue galardonado con la Croix de Guerre belga en marzo de 1918 y en junio fue nombrado «Companion of the Order of St Michael and St George» en la lista de «Birthday Honours» de 1918. Justo 3 días antes del final de la guerra, el 8 de noviembre, a Carton de Wiart se le entregó el mando de una brigada con el rango de general de brigada provisional.
Arthur Stanley Bullock da una vívida descripción de primera mano de su llegada:
Cold shivers went down the back of everyone in the brigade, for he had an unsurpassed record as a fire eater, missing no chance of throwing the men under his command into whatever fighting happened to be going.

Traducción al castellano:

Escalofríos recorrieron la espalda de todos en la brigada, ya que tenía un récord insuperable como tragafuegos, sin perder ninguna oportunidad de arrojar a los hombres bajo su mando a cualquier combate que estuviera ocurriendo.
Bullock recuerda como el batallón se veía muy deteriorado cuando desfilaron frente a la inspección del general de brigada. Llegó «sobre una mazorca animada con la gorra inclinada en un ángulo desenfadado y una sombra sobre el lugar donde había estado uno de sus ojos». También le faltaban dos extremidades y tenía once heridas. Bullock, el primer hombre en la fila para la inspección, señala que Carton de Wiart, a pesar de tener un solo ojo, le ordenó que se cambiara el cordón de los zapatos.

## Apariciones en la cultura popular
En su sencillo The Unkillable Soldier, la banda de power metal sueca Sabaton, dedican un tema homónimo a Sir Adrian Carton de Wiart, haciendo mención a su sobrenombre de «el soldado inmortal» y contando sus hazañas durante la Primera Guerra Mundial.